# Simulium albanense
Simulium albanense är en tvåvingeart som beskrevs av Coscaron 1991. Simulium albanense ingår i släktet Simulium och familjen knott.
Artens utbredningsområde är Colombia. Inga underarter finns listade i Catalogue of Life.